# Clarins Open
Открытый чемпионат Парижа на грунтовых кортах (фр. Trophee Clarins) — профессиональный международный теннисный турнир, проходящий весной в Париже на открытых грунтовых кортах комплекcа «Lagardère Paris Racing Club». С 2022 года относится к серии WTA 125 с призовым фондом около ста тысяч евро и турнирной сеткой, рассчитанной на 32 участницы в одиночном разряде и восемь пар.

## История
Турнир был организован в 1987 году, как часть Virginia Slims World Championship Series в рамках осенней серии турниров на грунте. Чемпионат пережил шесть розыгрышей, после чего был переформатирован, сменив покрытие. Новый приз, титульным спонсоров которого стала компания Gaz de France, принял в феврале 1993-го года комплекс «Le Zénith». C 1994-го года тот турнир переехал на Стадион имени Пьера де Кубертена, где проводился вплоть до 2014-го года.
В 2022-м году, в рамках изменений календаря женского тура, парижский турнир вернулся к жизни, получив статус приза WTA 125 и заняв в сезоне место параллельно крупному турниру в Риме. В дальнейшем, с расширением итальянского турнира до двух недель, французский чемпионат стал проводиться параллельно его второй неделе.

## Финалы турнира
| Год  | Чемпионка            | Финалистка          | Счёт           |
| ---- | -------------------- | ------------------- | -------------- |
| 2025 | Кэти Боултер         | Хлоэ Паке           | 3-6 6-2 6-3    |
| 2024 | Диана Шнайдер        | Эмма Наварро        | 6-2 3-6 6-4    |
| 2023 | Диан Парри           | Кэти Макнэлли       | Без игры       |
| 2022 | Клер Лю              | Беатрис Хаддад Майя | 6-3 6-4        |
| 1992 | Сандра Чеккини (2)   | Эмануэла Зардо      | 6-2 6-1        |
| 1991 | Кончита Мартинес (2) | Инес Горрочатеги    | 6-0 6-3        |
| 1990 | Кончита Мартинес     | Патрисия Тарабини   | 7-5 6-3        |
| 1989 | Сандра Чеккини       | Регина Райхртова    | 6-4 6-7(5) 6-1 |
| 1988 | Петра Лангрова       | Сандра Вассерман    | 7-6(0) 6-2     |
| 1987 | Сабрина Голеш        | Сандра Вассерман    | 7-5 6-1        |

| Год  | Чемпионки                               | Финалистки                         | Счёт               |
| ---- | --------------------------------------- | ---------------------------------- | ------------------ |
| 2025 | Ирина Хромачёва Фанни Штоллар           | Тереза Михаликова Оливия Николлс   | 4-6 7-6(5) [10-5]  |
| 2024 | Эйжа Мухаммад Алдила Сутджиади          | Моника Никулеску Чжу Линь          | 7-6(3) 4-6 [11-9]  |
| 2023 | Анна Данилина Вера Звонарёва            | Надежда Киченок Алисия Паркс       | 5-7 7-6(2) [14-12] |
| 2022 | Беатрис Хаддад Майя Кристина Младенович | Оксана Калашникова Мию Като        | 5-7 6-4 [10-4]     |
| 1992 | Сандра Чеккини Патрисия Тарабини        | Рэйчел Маккуиллан Ноэль ван Лоттум | 7-5 6-1            |
| 1991 | Петра Лангрова Радка Зрубакова          | Алексия Дешом Жюли Алар            | 6-4 6-4            |
| 1990 | Кристин Годридж Киррили Шарпи           | Алексия Дешом Натали Эрман         | 4-6 6-3 6-1        |
| 1989 | Сандра Чеккини Патрисия Тарабини        | Натали Эрман Катрин Сюир           | 6-1 6-1            |
| 1988 | Алексия Дешом Эмманюэль Дерли           | Луиза Филд Натали Эрман            | 6-0 6-2            |
| 1987 | Изабель Демонжо Натали Тозья            | Сандра Чеккини Сабрина Голеш       | 1-6 6-3 6-3        |